# Tina Lattanzi
Tina Lattanzi (5 de diciembre de 1897 - 25 de octubre de 1997) fue una destacada actriz de voz e intérprete teatral, cinematográfica y televisiva de nacionalidad italiana.

## Biografía
Su verdadero nombre era Annunziata Concetta Costantini, y nació en Licenza, Italia. Hija de Ercole Costantini y Geltrude Montosi, en 1919 se casó con Giovanni Lattanzi, profesor de estudios secundarios, del cual tomó su apellido, y con el que tuvo dos hijos, Glauco y Fiorella.  
Tina era inquieta y se encontraba insatisfecha. Para vencer su aburrimiento, a diario y durante años leía en voz alta poemas de Giovanni Pascoli, Giosuè Carducci y otros. En 1922, invitada por una cuñada que estudiaba en la universidad, fue al Teatro de la Ópera de Roma, donde algunos alumnos daban un recital. Entre ellos se encontraba Vittorio De Sica, amigo de la cuñada, con el cual intercambió unas palabras. Tina era alta, bella, extrovertida y con una voz con un timbre elegante y seductor. De Sica, que iba a dejar definitivamente sus estudios para dedicarse plenamente al teatro, la presentó a la gran actriz y directora teatral rusa Tatiana Pavlova, que fue su profesora de interpretación.  
Inició una profunda amistad con Pavlova, que la eligió para interpretar importantes papeles en su compañía teatral. Así, en dicha compañía debutó en 1923, trabajando a partir de entonces, con diversas formaciones teatrales, entre ellas las de Ruggero Ruggeri (con la que llevó a cabo, en 1929, una exitosa gira por Suramérica) y la Compagnia Teatrale Za-Bum de Mario Mattoli, confirmándose como intérprete de segundos personajes femeninos. 
Lattanzi debutó en el cine en 1930 con La straniera, de Amleto Palermi y Gaston Ravel, rodando en 1932 Cinque a zero, de Mario Bonnard, junto a su amigo De Sica. Más adelante conoció al director Guido Brignone, del que se enamoró, tanto como para separarse de su marido (del cual mantuvo el apellido), dejando después el teatro y dedicándose plenamente al cine y al doblaje. 
Antes de ello, en 1936, trabajó en la obra teatral Carità mondana, de Giannino Antona, tras la cual hizo Il dolce aloe, de Jay Mallory. En el cine se especializó en los papeles de aristócrata, y fue sobre todo dirigida por Guido Brignone, Mario Bonnard, Camillo Mastrocinque, Carmine Gallone, Raffaello Matarazzo, Mario Mattoli, Alberto Lattuada, Mario Camerini y Riccardo Freda. 
En 1937 fue elegida para doblar a Francesca Braggiotti en el film de propaganda fascista Scipione l'africano. Sin embargo, Lattanzi rehusó la oferta económica de Braggiotti, la cual deseaba ser doblada con la voz de Greta Garbo. A causa de dicha negativa, considerada antifascista, fue llamada por el mismo ministro Dino Alfieri, que le advirtió de las consecuencias de no apoyar un proyecto deseado por el mismo Duce. 
Actuó en 1942 en la comedia teatral de George Bernard Shaw L'imperatore d'America, en la que utilizaba unos trajes diseñados para parecer desnuda. Los dirigentes fascistas, apoyando las protestas de la prensa, prohibieron el espectáculo. Fue Mussolini en persona, para poder verla en el Teatro Quirino, quien dio un permiso especial a la compañía teatral para llevar a cabo la representación.
Dotada de una voz elegante, dúctil y persuasiva, entre los años 1930 y finales de los 50 fue, junto a su colega Lydia Simoneschi, la primera dama del doblaje italiano, prestando su voz a las más grandes estrellas del cine de Hollywood. Entre las actrices dobladas por ella figuran Joan Crawford, Greer Garson, Rita Hayworth, Marlene Dietrich, Greta Garbo, Myrna Loy, Bette Davis y Rosalind Russell. La flexibilidad de su voz le permitió doblar en esos años a actrices muchos más jóvenes que ella, como fue el caso de Ruth Hussey, Signe Hasso, Mary Anderson, Alexis Smith, Lizabeth Scott, Rhonda Fleming, Tamara Lees, Katy Jurado, Vera Bergman, Elaine Stritch, Yvonne Sanson, Patricia Neal, Silvana Pampanini, Franca Marzi, Gianna Maria Canale, Anne Bancroft y Anita Ekberg. Por la misma razón, también dobló a intérpretes mayores que ella, como Lucile Watson, Spring Byington, Ethel Barrymore, Gladys Cooper, Marjorie Rambeau y Mary Boland. 
Como ejemplo de ello, en 1950 dobló a Lucile Watson, de 67 años, en el film Canción del sur (1946), mientras que en 1952 dio voz a la debutante veinteañera Anne Bancroft en Don't Bother to Knock. 
Lattanzi también prestó su voz a actrices italianas: fue el caso de Luisa Ferida en Nozze di sangue, Clara Calamai en Capitan Fracassa, Paola Borboni en Non canto più, y Anna Magnani en Quartetto pazzo y Finalmente soli. 
También estuvo muy activa en el cine de animación de Disney, interpretando principalmente a malvados como la Reina de Snow White and the Seven Dwarfs (1938), la madrastra de La Cenicienta (1950), la Reina de Corazones de Alicia en el país de las maravillas (1951) y Maléfica en La bella durmiente (1959), aunque también dio voz a la pekinesa en La dama y el vagabundo. 
Entre los años 1950 y 1960 siguió actuando, sobre todo en películas de Luigi Zampa, Francesco Maselli, Jean Delannoy, Umberto Lenzi y Luchino Visconti que, en 1963, con El gatopardo, reforzó la imagen de nobleza que desprendía la actriz.
Al mismo tiempo, fue titular del curso de interpretación del Centro Sperimentale di Cinematografia de Roma, enseñando en el mismo los actores Dina Perbellini y Carlo Tamberlani, y figurando entre sus alumnos Claudia Cardinale, a la cual dio lecciones de dicción.
A principios de los años sesenta, tras casi 30 años dedicada al doblaje, decidió dejarlo y volver al teatro, donde tuvo un gran éxito. Sin embargo, en 1969 hizo un último doblaje, un papel de reparto en el film La Vía Láctea. 
Lattanzi fue contratada por Pietro Garinei y Sandro Giovannini para participar en la comedia musical Ciao Rudy (1966), con Marcello Mastroianni, e interpretada en 1972 por Alberto Lionello. Dirigida en varias ocasiones por Aldo Trionfo, actuó en espectáculos como Nerone è morto? (1974), de Miklós Hubay, y Becket e il suo re (1981), de Jean Anouilh, en este último junto a su amiga Paola Borboni. 
A partir de la segunda mitad de los años 1980 volvió a la fama como anfitriona del programa televisivo Maurizio Costanzo Show, y en 1988 trabajó en su última película, Il cuore di mamma, dirigida por Gioia Benelli, y en la que actuaban Ingrid Thulin, Massimo Girotti y Lea Padovani. 
La pasión por el juego hizo que en sus últimos años viviera en la pobreza, de modo que en el año 1992 obtuvo una pensión vitalicia gracias a la Ley Bacchelli y, a causa de una dolencia ocular, en sus últimos años perdió la vista. Tina Lattanzi falleció en Milán, Italia, en 1997, menos de dos meses antes de cumplir los 100 años de edad.

## Filmografía

### Cine
| - La straniera, de Amleto Palermi y Gaston Ravel (1930) - Rubacuori, de Guido Brignone (1931) - Pergolesi, de Guido Brignone (1932) - Cinque a zero, de Mario Bonnard (1932) - Teresa Confalonieri, de Guido Brignone (1934) - Ginevra degli Almieri, de Guido Brignone (1935) - Passaporto rosso, de Guido Brignone (1935) - Arma bianca, de Ferdinando Maria Poggioli (1936) - L'ambasciatore, de Baldassarre Negroni (1936) - Il conte di Bréchard, de Mario Bonnard (1937) - Scarpe grosse, de Dino Falconi (1940) - Incanto di mezzanotte, de Mario Baffico (1940) - Una lampada alla finestra, de Gino Talamo (1940) - La figlia del Corsaro Verde, de Enrico Guazzoni (1941) - I mariti (Tempesta d'anime), de Camillo Mastrocinque (1941) - Beatrice Cenci, de Guido Brignone (1941) - La Gorgona, de Guido Brignone (1942) - Le due orfanelle, de Carmine Gallone (1942) - Giorno di nozze, de Raffaello Matarazzo (1942) - Documento Z 3, de Alfredo Guarini (1942) - Turbamento, de Guido Brignone (1942) - La morte civile, de Ferdinando Maria Poggioli (1942) - Il romanzo di un giovane povero, de Guido Brignone (1942) - Stasera niente di nuovo, de Mario Mattoli (1942) - Giacomo l'idealista, de Alberto Lattuada (1943) - La danza del fuoco, de Giorgio Simonelli (1943) - T'amerò sempre, de Mario Camerini (1943) - La storia di una capinera, de Gennaro Righelli (1943) - Principessina, de Tullio Gramantieri (1943) - Resurrezione, de Flavio Calzavara (1944) | - La Certosa di Parma, de Christian-Jaque (1947) - Monaca santa, de Guido Brignone (1948) - La sepolta viva, de Guido Brignone (1949) - 47 morto che parla, de Carlo Ludovico Bragaglia (1950) - Guarany, de Riccardo Freda (1950) - Tormento, de Raffaello Matarazzo (1950) - Il conte di Sant'Elmo, de Guido Brignone (1950) - Anna, de Alberto Lattuada (1951) - Core 'ngrato, de Guido Brignone (1951) - Ho scelto l'amore, de Mario Zampi (1952) - Quattro rose rosse, de Nunzio Malasomma (1952) - Processo contro ignoti, de Guido Brignone (1952) - Inganno, de Guido Brignone (1952) - Le infedeli, de Steno y Mario Monicelli (1953) - Piccola santa, de Roberto Bianchi Montero (1954) - Vergine moderna, de Marcello Pagliero (1954) - I pinguini ci guardano, de Guido Leoni (1955) - Presentimento, de Armando Fizzarotti (1956) - La ragazza del Palio, de Luigi Zampa (1957) - La trovatella di Pompei, de Giacomo Gentilomo (1957) - I delfini, de Francesco Maselli (1960) - Il cavaliere dai cento volti, de Pino Mercanti (1960) - El gatopardo, de Luchino Visconti (1963) - Caterina di Russia, de Umberto Lenzi (1963) - Orgasmo, de Umberto Lenzi (1969) - Il presidente del Borgorosso Football Club, de Luigi Filippo D'Amico (1970) - Bisturi - La mafia bianca, de Luigi Zampa (1973) - La donna della domenica, de Luigi Comencini (1975) }} |

### Televisión
| - Il cadetto di Winslow, de Franco Enriquez (1954) - Ottocento, de Anton Giulio Majano (1959) - Graziella, de Mario Ferrero (1961) - Quel signore che venne a pranzo, de Alessandro Brissoni (1961) - Gli addii, de Gulielmo Morandi (1961) - Zio Vania, dirección de Claudio Fino (1962) - Lo stilita, de Claudio Fino (1962) - L'incrinatura, de Alessandro Brissoni (1962) - Delitto a Corfù, de Giacomo Colli (1963) - Papà Grandet, de Alessandro Brissoni (1963) - ...E Giove ride, de Enrico Colosimo (1963) - Le gioie della famiglia, de Giampaolo Callegari (1963) - Il collegio degli scandali, de Flaminio Bollini y Carla Ragionieri (1964) - Lo scapolo, de Flaminio Bollini (1964) - Il tenente Fritz, de Enrico Colosimo (1965) - Al calar del sipario, de Noel Coward (1965) - Il conte di Montecristo, de Edmo Fenoglio (1966) | - Tavole separate, episodio La tavola numero sette, de Enrico Colosimo (1967) - Il Circolo Pickwick, de Ugo Gregoretti (1967) - Abramo Lincoln - Cronaca di un delitto, de Daniele D'Anza (1967) - Serata con Somerset Maugham, de Daniele D'Anza (1967) - Eleonora, de Silverio Blasi (1967) - La tavola accanto alla finestra, de Enrico Colosimo (1967) - Ho cominciato Così (1968) - La commedia degli errori, de Ruggero Jacobbi y Maria Maddalena Yon (1968) - Roma, de Aldo Palazzeschi (1974) - Ho incontrato un'ombra, de Daniele D'Anza (1974) - Di sopra, una notte, de Davide Montemurri (1975) - Rosso veneziano, de Marco Leto (1976) - Che fare?, de Gianni Serra (1979) - Tre storie AVIS, de Tiziano Vuillermoz (1987) - Il cuore di mamma, de Gioia Benelli (1988) |

## Doblaje

### Cine de animación
- Lady Tremaine en La Cenicienta
- Reina de Corazones en Alicia en el país de las maravillas
- Maléfica en La bella durmiente
- Gilda en La dama y el vagabundo
- La Reina Grimhilde en Snow White and the Seven Dwarfs (ed. 1938)

### Narradora
- Carta a tres esposas (1950)

## Radio
- Broadway andata e ritorno, de Leo Chiosso y Sergio D'Ottavi, con Pino Locchi y Ingrid Schoeller (1977)

## Teatro
- L'armata del silenzio, de Italo Sulliotti, con Romano Calò, Renzo Ricci, Carlo Ninchi y Giacomo Almirante (1931)
- My Fair Lady, con Delia Scala, Gianrico Tedeschi, Mario Carotenuto y Gianni  Marzocchi (1964)
- Festa grande di aprile, con Enzo Robutti, Andrea Matteuzzi, Graziano Giusti y Adolfo Milani (1965)
- Adriano VII, de Giorgio Albertazzi, con Alberto Lionello, Adriano Micantoni, Franco Castellani y Bianca Toccafondi (1971)
- Bel Ami e il suo doppio, de Luciano Codignola, con Franco Branciroli, Lidia Negroni y Mimmo Graig (1972)
- Nerone è morto?, de Aldo Trionfo, con Franco Branciaroli, Alessandro Esposito, Relda Ridoni y Andrea Bosic (1974)
- Bel-Ami, de Aldo Trionfo, con Franco Branciaroli y Lucio Rama (1976)
- Lady Edoardo, dirección de Aldo Trionfo, con Riccardo Reim, Paola Borboni y Bruno Vilar (1978)
- Lina Cavalieri Story (1978)
- L'albergo del Libero Scambio, de Georges Feydeau (1980)